# Protonenschwamm
Als Protonenschwamm bezeichnet man bestimmte aromatische Diamine, welche ungewöhnlich hohe Basizitätskonstanten besitzen. Diese resultiert daher, dass die eng beieinander stehenden Amingruppen bei einer Mono-Protonierung die destabilisierenden Überlappungen der Stickstoff-Elektronenpaare und die starke sterische Spannung verringern. Die starke N–H–N-Wasserstoffbrücke verringert die sterische Spannung zusätzlich.

## Beispiele

1,8-Bis(N,N-dimethylamino)-naphthalin

1,8-Bis(N,N-dimethylamino)-naphthalin wurde 1968 von Roger Alder an der University of Bristol synthetisiert und von Sigma-Aldrich unter dem Handelsnamen Proton Sponge vermarktet. Bei dieser Verbindung handelt es sich um ein Diamin, bei dem die zwei Dimethylaminogruppen sich auf derselben Seite des Arens in peri-Position befinden.
Die korrespondierende Säure der Verbindung hat in wässriger Lösung  einen pKa-Wert von 12,1 und ist eine der stärksten bekannten Aminbasen. Wegen der sterischen Hinderung der Gruppen ist das Molekül ein schwaches Nukleophil. Wegen dieser Kombination von Eigenschaften wird es in der organischen Synthese als hoch-selektive nicht nukleophile Base genutzt.
Andere Beispiele sind:

4,5-Bis(dimethylamino)-fluoren
1,8-Bis(hexamethyltriaminophosphazenyl)naphthalin

## Verwendung
Protonenschwämme dienen in der organischen Synthese zur Deprotonierung organischer Verbindungen. In Niedertemperaturbrennstoffzellen werden sie als Membran eingesetzt.